# 小杉十郎太・野中藍 酒とバラの日々
小杉十郎太・野中藍 酒とバラの日々（こすぎじゅうろうた・のなかあい さけとばらのひび）とは、文化放送と超!A&G+で放送されていたラジオ番組。放送開始は2007年10月5日、放送終了は2008年3月28日。また、酒とバラの日々〜SEASONS（さけとばらのひびシーズンズ）が2009年4月17日より超!A&G+にて開始された。

## 放送時間
酒とバラの日々
文化放送
- 2007年10月5日 - 2008年3月28日

金曜日 26:00 - 26:30
超!A&G+
- 2007年10月13日 - 2008年4月5日

土曜日 20:00 - 20:30（リピート放送：日曜日 10:00 - 10:30）
酒とバラの日々〜SEASONS
超!A&G+
- 2009年4月17日 - 7月6日

金曜日 24:00 - 24:30（リピート放送：土曜日 12:00 - 12:30、月曜日 12:00 - 12:30）
- 2009年7月10日 - 2010年4月5日

金曜日 24:00 - 24:30（リピート放送：土曜日 13:30 - 14:00、月曜日 12:00 - 12:30）
『酒とバラの日々〜SEASONS』は2か月に1度の更新となっている。それ以外の週では『酒とバラの日々』の過去放送分の再放送となっている。番組冒頭とエンディングには内山美穂が登場し、アナウンスを行っている。
酒とバラの日々〜SEASONSⅡ
超!A&G+
- 2010年4月14日 - 9月29日

水曜日 24:30 - 25:00（リピート放送：木曜日 12:30 - 13:00）
- 2010年10月6日 - 2011年3月30日

水曜日 24:30 - 25:00（リピート放送：木曜日 12:30 - 13:00、10月10日 - 日曜日 11:00 - 11:30）
『 - SEASONS』同様、2か月に1度の更新。ただし、更新回以外の週では『酒とバラの日々』、『酒とバラの日々SEASONS』の過去再放送となっている。

## コーナー
「酒とバラの日々」
- Sweet reading theater『if』

リスナーから寄せられた妄想を朗読ドラマで演じる。
- あした天気になあれ

「酒とバラの日々」SEASONS」
- Sweet reading theater『if』+

「 -『if』」同様リスナーからの妄想を朗読ドラマで演じる
「 -『if』+」では、これに加えてスタッフから出された「甘い演出」を演技中に加えていく。

## 特別番組
- この番組は番組が終了しても超!A&G+でスペシャル番組や番組CD第2弾を記念した公開生放送などを行なっている。
  - 2008年5月の「超!A&G+スペシャル」で1ヶ月に渡り、スペシャル番組が放送されていた。
  - また、2008年5月25日の14:00-15:00の1時間、文化放送のサテライトプラスにて公開生放送も行なっていた。

## 番組CD
- 小杉十郎太・野中藍 酒とバラの日々 Vol.1（2008年3月1日）
- 小杉十郎太・野中藍 酒とバラの日々 Vol.2（2008年5月26日）
- 小杉十郎太・野中藍 酒とバラの日々 SEASONS（2010年4月1日）